# Petrovac na Mlavi

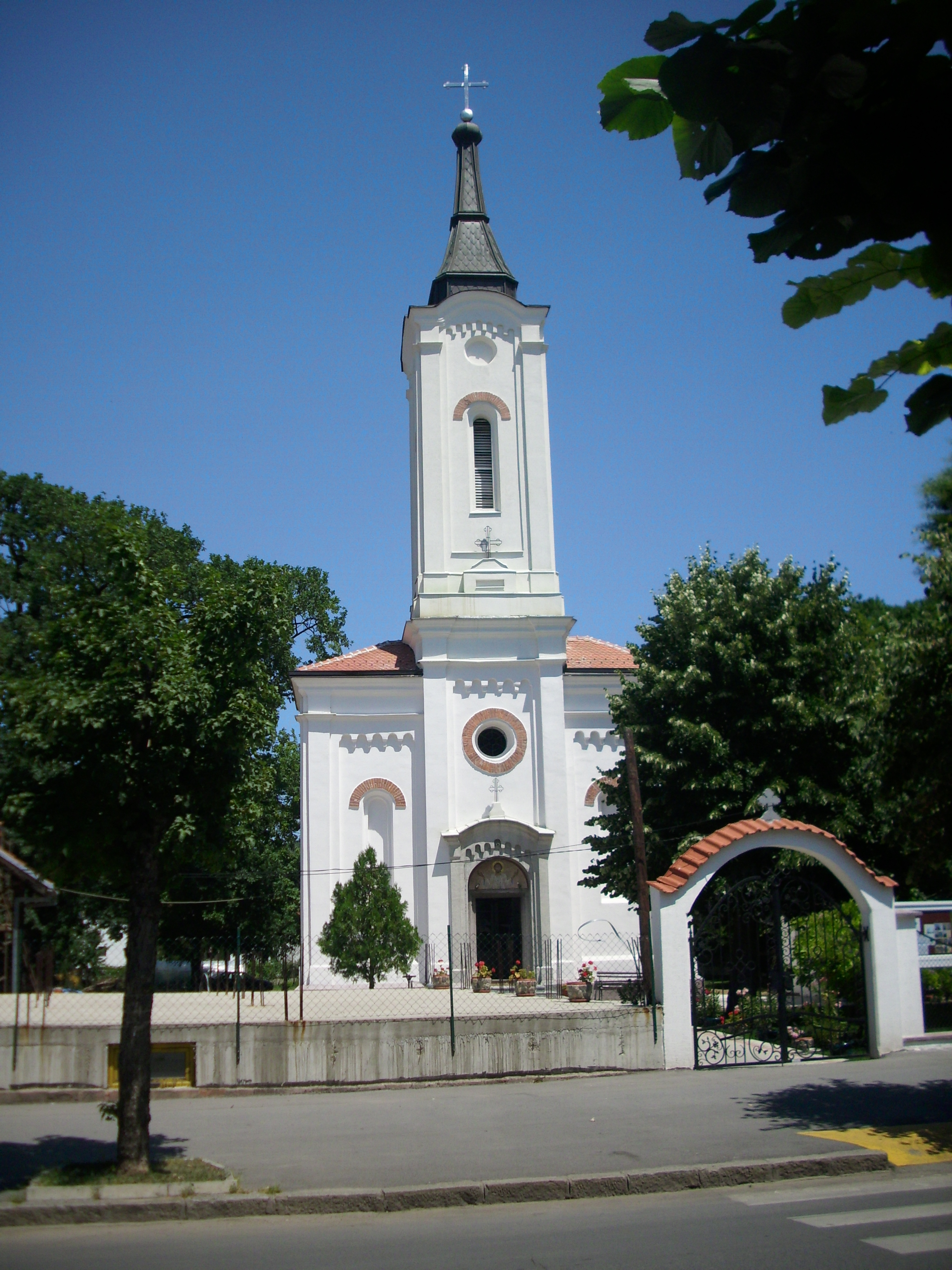
Kirche in Petrovac na Mlavi

Petrovac na Mlavi ist eine serbische Kleinstadt. 
Petrovac na Mlavi liegt im Verwaltungsbezirk Okrug Braničevo. Sie hat laut Zensus von 2011 7447 Einwohner. Zwanzig Jahre früher hatte sie noch 8225 Einwohner. Petrovac na Mlavi ist der Verwaltungssitz der Opština Petrovac na Mlavi. Durch die Stadt fließt der Fluss Mlava. Bis zur rumänischen Grenze im Nordosten sind es knapp 40 km.
Der Fußballklub FK Sloga Petrovac na Mlavi spielte in der Saison 2013/14 in der Prva Liga, der zweithöchsten serbischen Fußballliga.